# Греко-римская борьба на летних Олимпийских играх 1948 — до 52 кг
Соревнования по греко-римской борьбе в рамках Олимпийских игр 1948 года в наилегчайшем весе (до 52 килограммов) прошли в Лондоне с 3 по 6 августа 1948 года в «Empress Hall».
Турнир проводился по системе с начислением штрафных баллов. За чистую победу штрафные баллы не начислялись, за победу по очкам борец получал один штрафной балл, за поражение по очкам со счётом 2-1 два штрафных балла, за поражение со счётом 3-0 или чистое поражение — три штрафных балла. Борец, набравший пять штрафных баллов, из турнира выбывал. Борцы, вышедшие в финал, проводили встречи между собой. В случае, если они уже встречались в предварительных встречах, такие результаты зачитывались. Схватка по регламенту турнира продолжалась 20 минут. Если в течение первых десяти минут не было зафиксировано туше, то судьи могли определить борца, имеющего преимущество. Если преимущество никому не отдавалось, то назначалось шесть минут борьбы в партере, при этом каждый из борцов находился внизу по три минуты (очередность определялась жребием). Если кому-то из борцов было отдано преимущество, то он имел право выбора следующих шести минут борьбы: либо в партере сверху, либо в стойке. Если по истечении шести минут не фиксировалась чистая победа, то оставшиеся четыре минуты борцы боролись в стойке.
В наилегчайшем весе боролись 13 участников. Чемпион Европы 1947 года Бертиль Сундин участия в соревнованиях не принимал, бронзовый призёр чемпионата Европы 1947 года Леннарт Вийтала соревновался в вольной борьбе (и стал олимпийским чемпионом), а других явных фаворитов не было. Удачно выступил итальянский борец Пьетро Ломбарди, победивший во всех встречах и ставший чемпионом олимпийских игр. В финале он победил турка Кенана Олджая, пропустившего по жребию во многом решающий пятый круг. Третье место досталось Рейно Кангасмяки. При этом остаётся неясным, почему третье место было отдано ему, а не венгру Дьюле Сильядьи. В их встрече в пятом круге они выбыли оба, при этом Сильядьи победил Кангасмяки в личной встрече и у него было меньше штрафных баллов.

## Призовые места
- Пьетро Ломбарди
- Кенан Олджай
- Рейно Кангасмяки

## Первый круг
| Штрафных баллов | Участник 1         | Результат    | Участник 2       | Штрафных баллов |
| --------------- | ------------------ | ------------ | ---------------- | --------------- |
| 0               | Мальте Мёллер      | Туше (3:34)  | Адольф Ламо      | 3               |
| 1               | Эдмон Фо           | 2-1          | Абдалла Сидани   | 2               |
| 0               | Дьюла Сильядьи     | Туше (12:03) | Мануэль Варела   | 3               |
| 0               | Мохамед Абдель-Эль | Туше (7:09)  | Уолтер Макгуффи  | 3               |
| 1               | Кенан Олджай       | 3-0          | Фритьоф Клаузен  | 3               |
| 1               | Пьетро Ломбарди    | 3-0          | Свенд Эге Томсен | 3               |
| 0               | Рейно Кангасмяки   | Пропускал    |                  |                 |

## Второй круг
| Штрафных баллов | Участник 1       | Результат    | Участник 2         | Штрафных баллов |
| --------------- | ---------------- | ------------ | ------------------ | --------------- |
| 1               | Рейно Кангасмяки | 2-1          | Мальте Мёллер      | 2               |
| 1               | Дьюла Сильядьи   | 3-0          | Эдмон Фо           | 4               |
| 3               | Мануэль Варела   | Туше (9:47)  | Абдалла Сидани     | 5               |
| 3               | Фритьоф Клаузен  | Туше (4:17)  | Уолтер Макгуффи    | 6               |
| 1               | Пьетро Ломбарди  | Туше (10:45) | Мохамед Абдель-Эль | 3               |
| 2               | Кенан Олджай     | 3-0          | Свенд Эге Томсен   | 6               |
| 3               | Адольф Ламо¹     | Пропускал    |                    |                 |

¹ Снялся с соревнований

## Третий круг
| Штрафных баллов | Участник 1       | Результат   | Участник 2         | Штрафных баллов |
| --------------- | ---------------- | ----------- | ------------------ | --------------- |
| 1               | Рейно Кангасмяки | Туше (6:09) | Эдмон Фо           | 7               |
| 3               | Мальте Мёллер    | 2-1         | Дьюла Сильядьи     | 3               |
| 4               | Фритьоф Клаузен  | 3-0         | Мануэль Варела     | 6               |
| 2               | Кенан Олджай     | Туше (4:45) | Мохамед Абдель-Эль | 6               |
| 1               | Пьетро Ломбарди  | Пропускал   |                    |                 |

## Четвёртый круг
| Штрафных баллов | Участник 1      | Результат    | Участник 2       | Штрафных баллов |
| --------------- | --------------- | ------------ | ---------------- | --------------- |
| 2               | Пьетро Ломбарди | 3-0          | Рейно Кангасмяки | 4               |
| 3               | Мальте Мёллер   | Туше (11:12) | Фритьоф Клаузен  | 7               |
| 4               | Дьюла Сильядьи  | 2-1          | Кенан Олджай     | 4               |

## Пятый круг
| Штрафных баллов | Участник 1      | Результат | Участник 2       | Штрафных баллов |
| --------------- | --------------- | --------- | ---------------- | --------------- |
| 3               | Пьетро Ломбарди | 3-0       | Мальте Мёллер    | 6               |
| 5               | Дьюла Сильядьи  | 2-1       | Рейно Кангасмяки | 6               |
| 4               | Кенан Олджай    | Пропускал |                  |                 |

## Финал
| Штрафных баллов | Участник 1      | Результат | Участник 2   | Штрафных баллов |
| --------------- | --------------- | --------- | ------------ | --------------- |
|                 | Пьетро Ломбарди | 2-1       | Кенан Олджай |                 |